# Служанка (фильм, 1991)
«Служанка» (англ. The Maid, во французском прокате — Un amour de banquier, Любовь банкира) — телевизионный фильм 1990 года, комедийная мелодрама режиссёра Иена Тойнтона.

## Сюжет
Американец Энтони Уэйн (Мартин Шин), профессиональный банковский специалист, получает серьёзную должность в крупном парижском банке.
До того, как он должен приступить к работе, у него есть 30 дней на поиск жилья и обустройство в новой стране. Повинуясь минутному импульсу, Уэйн снимает квартиру в подъезде, в который вошла понравившаяся ему парижанка.
Волей судьбы эта очаровательная женщина, Николь Шантрель (Жаклин Биссет), оказывается его будущей коллегой, одним из ведущих специалистов того самого банка. И Энтони, понимая, что в обстановке чопорного, дорожащего своей репутацией банка, с коллегой, шансов у него уже не будет, не находит ничего лучшего, чем на этот месяц наняться к Николь прислугой — гувернёром и няней её маленькой дочери Марии.

## В ролях
| Роль             |  | Персонаж          |
| ---------------- |  | ----------------- |
| Жаклин Биссет    |  | Николь Шантрель   |
| Мартин Шин       |  | Энтони Уэйн       |
| Виктория Шале    |  | Мари'             |
| Жан-Пьер Кассель |  | Оливье            |
| Джеймс Фолкнер   |  | Лоран Леклер      |
| Изабель Гиар     |  | секретарша Николь |
| Доминик Гульд    |  | Пьер Мейер        |